# مسکن مقرون به صرفه بر اساس کشور
مسکن مقرون به صرفه بر اساس کشور (انگلیسی: Affordable housing by country) مسکنی است که برای افراد دارای درآمد متوسط خانوار مقرون به صرفه تلقی می‌شود که توسط حکومت یا یک دولت محلی توسط یک شاخص مقرون به صرفه مسکن شناخته شده رتبه‌بندی شده‌است. یک قانون کلی این است که بیش از ۳۰ درصد از درآمد ناخالص ماهانه نباید برای مسکن هزینه شود، تا مقرون به صرفه تلقی شود زیرا چالش‌های ترویج مسکن ارزان قیمت بسته به مکان متفاوت است.